# Vicente Sarni
Vicente Sarni, detto Vincenzo (Montevideo, 10 luglio 1909 – ...), è stato un calciatore uruguaiano, di ruolo attaccante.

## Caratteristiche tecniche
Giocava come attaccante, nel Penarol vinse due campionati uruguaiani, nel 1929 e nel 1932.
Nella stagione 1932-1933, giocò alla Fiorentina segnando sei reti.